# Любица Аджович
Любица Аджович (на сръбски: Љубица Аџовић или Ljubica Adžović) е югославска киноактриса от цигански произход, натуршчик, известна с ролите си във филмите на Емир Кустурица.

## Биография
Любица Аджович е родена в 1924 година в град Скопие, тогава в Кралството на сърби, хървати и словенци. Остава неграмотна, като не може нито да пише, нито да чете. Установява се в град Бар, Черна гора. Препитава се като гадателка. Живее в село, близо до барското градче Сутоморе, където я открива режисьорът Емир Кустурица.
Става известна с ролите си като натуршчик във филмите на Емир Кустурица, в които показва рядък природен актьорски талант и е наричана от Кустурица „нешлифован диамант“. За първи път се появява във филма на Кустурица „Циганско време“ в 1988 година в ролята на баба Хатидже, която заедно с образа на Перхан, е централна за филма. Ролята ѝ носи популярност и Аджович отива с екипа на Кустурица на Кинофестивала в Кан, където филмът е номиниран за наградата „Златна палма“, а Кустурица печели награда за най-добър режисьор. Аджович получава многобройни предложения за роли от Германия и други страни, но тя ги отказва, тъй като иска да работи единствено с Кустурица. В 1998 година изпълнява втора изклчително успешна роля – тази на баба Суйка, във филма на Кустурица „Черна котка, бял котарак“. Снима се и в реклама на цигари „Пойнт“.
След двете си филмови роли, Любица Аджович се завръща към старата си професия на гадателка на карти на сутоморския плаж.
В 2001 година напуска Черна гора и през Албания бяга към Лион, Франция, където иска политическо убежище, като заявява, че има проблеми с албанската мафия, която я изнудвала за пари. Дълго време живее във Франция и Швеция. Аджович има 9 деца.
Скоро след завръщането си в Черна гора умира след кратко боледуване на 23 май 2006 година.
След смъртта ѝ Кустурица казва за Аджович:
| „ | Беше роден талант. Работил съм с професионалисти и с аматьори, но тя беше специална, наслаждавах се на всеки момент от работата с нея. Много ми е жал, че тя вече не е с нас. | “ |

## Роли
| Година | Филм                       | Филм                    | Роля         |
| ------ | -------------------------- | ----------------------- | ------------ |
| 1988   | „Циганско време“           | „Дом за вешање“         | баба Хатиджа |
| 1998   | „Черна котка, бял котарак“ | „Црна мачка бели мачор“ | баба Суйка   |